# Ungheni (Moldavië)
Ungheni is met 38.100 inwoners de op zes na grootste gemeente - met stadstitel - in Moldavië en is sinds 2003 de zetel van het  district Ungheni. De eerste vermelding van Ungheni dateert uit 20 augustus 1462.
In Ungheni bevindt zich een door Gustave Eiffel ontworpen spoorbrug over de Proet. De grensplaats aan de Roemeense kant van de rivier heet eveneens Ungheni. Tussen beide plaatsen bestaat geen verbinding over de weg.
FC Ungheni is de lokale voetbalclub.

## Geboren
- I.A.L. Diamond (1920-1988), Amerikaans-Roemeens scenarioschrijver